# Paa fasciculispina
Paa fasciculispina és una espècie de granota que viu a Cambodja i Tailàndia.
Està amenaçada d'extinció per la pèrdua del seu hàbitat natural.